# 布爾基戰役
布爾基戰役（也稱為1965年拉合爾戰役）是1965年印巴戰爭期間，印度步兵與巴基斯坦裝甲部隊之間的一場戰役。巴爾基（Barki，Burkee和Barkee也有此拼寫）是一個村莊，位於拉合爾東南部，靠近旁遮普邦邊境。作為參考，該村莊距離拉合爾阿拉馬·伊克巴爾國際機場僅11公里，並通過一座跨越巴姆巴瓦利-拉維-貝迪安（BRB）運河的橋樑與拉合爾相連。 戰役期間，雙方的兵力相對均等。印度步兵與據守在碉堡、散兵坑和沿運河岸挖掘的塹壕中的巴基斯坦部隊發生衝突。巴基斯坦人得到了大量坦克和戰鬥機的支援。[3] 這場戰役以印度獲勝和巴基斯坦部隊向多格萊撤退而告終。印度軍隊隨後於1965年9月21日攻佔了多格萊。

## 背景
巴基斯坦於1965年8月17日發動了「大滿貫行動」（Operation Grand Slam），目的是為了營救在8月15日「直布羅陀行動」（Operation Gibraltar）失敗後被包圍的滲透者，並試圖切斷印度的補給線。由於「大滿貫行動」導致補給線壓力巨大，印度向拉合爾發起攻勢，以開闢戰爭的第二條戰線，並分散巴基斯坦在克什米爾的注意力。在開闢拉合爾戰線後，印度軍隊沿著三條軸線向拉合爾推進——阿姆利則-拉合爾、卡爾拉-巴爾基-拉合爾和凱姆卡蘭-卡蘇爾公路——擊潰了人數較少的巴基斯坦部隊。
在唯一的印度裝甲師的支持下，印度步兵迅速擊退了毫無準備的巴基斯坦防禦部隊，目標是包圍甚至可能圍攻拉合爾。由於出其不意，印度得以從卡爾拉鎮（一個位於通往巴爾基並直達拉合爾的公路上的印度邊境城鎮）奪取了大量巴基斯坦領土。 與此同時，巴基斯坦軍隊動員了該地區的部隊，並發起了三路反攻以奪回失土。隨後，巴爾基戰役在卡爾拉-巴爾基-拉合爾公路上展開。巴基斯坦的主要目標是在印度的裝甲支援和補給線趕上之前，迫使印度步兵撤退。巴基斯坦軍隊的目標也是奪回此前戰鬥中失去的大部分領土。印度步兵的目標是奪取並堅守巴爾基鎮，直到包括裝甲部隊和補給在內的增援部隊到達。

## 戰鬥過程
在哈爾·克里샨·西巴爾少將的指揮下，印度軍隊從卡爾拉開始推進，坦克作戰則由阿南特·辛格中校指揮，第一個被攻佔的巴基斯坦主要據點是一個名為賈曼的村莊。巴基斯坦軍隊向著下一個主要城鎮巴爾基撤退，但在每個村莊都留下小股抵抗力量以減緩印度的推進速度。
9月8日，巴基斯坦開始反攻，巴基斯坦炮兵在9月8日、9日和10日猛烈炮擊印度的前進部隊。 連續的炮擊減緩了印度的推進速度，但未能完全阻止。 隨後，巴基斯坦裝甲部隊（包括巴基斯坦第1裝甲師的大部分）發起了反攻。印度步兵最終在巴爾基與巴基斯坦坦克發生衝突，導致大部分巴基斯坦裝甲部隊在9月10日之前被損壞或摧毀。
印度步兵成功地阻擋了巴基斯坦裝甲部隊，直到印度第18騎兵團的坦克趕到。隨後，他們得以在裝甲部隊的支援下於9月10日發起主要攻擊。由於大部分巴基斯坦坦克已經損失，巴基斯坦守軍幾乎沒有剩餘坦克的裝甲支援。巴基斯坦出動了少量戰鬥機為巴基斯坦部隊提供空中掩護並攻擊印度陣地。然而，使用戰鬥機對地面部隊進行掃射而不是轟炸，意味著空中支援收效甚微。 有限的戰鬥機數量以及隨處可見的用於掩護的戰壕和防禦工事，進一步降低了巴基斯坦空軍行動的效力。結果，經過激烈的戰鬥，印度軍隊於9月11日佔領了巴爾基，並在戰爭的剩餘時間裡一直堅守該地。

## 戰後
在佔領巴爾基後，印度軍隊的推進繼續朝向多格萊，一個緊鄰拉合爾的城鎮。該鎮及其周邊地區於9月22日被佔領，使得拉合爾市處於印度坦克炮火的射程之內。儘管印度軍隊通過巴姆巴瓦利-拉維-貝迪安運河奪取了巴爾基地區，但在拉賈·阿齊茲·巴蒂少校指揮下，寡不敵眾的軍事連隊在1965年9月7日至8日夜間迫使印度軍隊進行了肉搏戰，儘管印度軍隊在數量上佔優勢，戰鬥仍持續了三天。隨後，印度軍隊的裝甲縱隊不得不停止其佔領拉合爾的計劃，轉而專注於確保巴爾基地區的安全以及摧毀連接巴姆巴瓦利-拉維-貝迪安運河的橋樑。

## 獎項
以下印度部隊被授予巴爾基戰役榮譽和1965年旁遮普戰區榮譽：
中央印度騎兵團 (The Central India Horse, CIH) 
第16旁遮普團 (16 Punjab) 
第4錫克團 (4 Sikh)
第9馬德拉斯團(9 Madras) 
第5衛隊團 (5 Guards)
巴基斯坦指揮官拉賈·阿齊茲·巴蒂少校後來被追授了巴基斯坦最高軍事勳章